# Враньеш, Юрица
Ю́рица Вра́ньеш (хорв. Jurica Vranješ, произношение [ˈjuritsa ˈʋraɲɛʃ]; 31 января 1980, Осиек) — хорватский футболист, полузащитник. Играл в составе сборной Хорватии по футболу, участник чемпионатов мира 2002 и 2006 годов.

## Клубная карьера
Родился в хорватском городе Осиек, и там же начал профессиональную футбольную карьеру в клубе «Осиек». В первом хорватском дивизионе Враньеш провел три сезона, не принесших клубу особенных успехов, однако сделавших футболиста одним из лучших игроков «Осиека».
Зимой 2000 года (вместе с одноклубником Марко Бабичем) Враньеш перешёл в немецкий клуб «Байер» из Леверкузена. Стоимость его трансфера составила около 3 млн евро. В новой команде игроку не всегда находилось место в составе, и он часто оставался на скамейке запасных «Байера», либо играл за фарм-клуб в региональной лиге. Летом 2003 года, по окончании контракта, Враньеш бесплатно перешёл в «Штутгарт». Там футболист чаще стал появляться на поле, но ему пришлось бороться за место в основе со своим соотечественником Звонимиром Сольдо. После двух сезонов в «Штутгарте», в 2005 году Враньеш перешёл в «Вердер» из Бремена.
Наивысшие успехи Враньеша на клубной арене пришлись на время, проведённое в качестве игрока «Байера»: он участвовал финале Лиги Чемпионов и финале Кубка Германии в 2002 году, а также выиграл серебряные медали чемпионата Германии в 2000 и 2002 году. В составе «Вердера» Враньеш также стал вторым призёром Бундеслиги в 2006 году и в том же сезоне стал обладателем немецкого Кубка лиги.

## Карьера в сборной
Во время выступления за юношескую сборную Хорватии (до 18 лет) становился бронзовым призёром Чемпионата Европы в 1998 году.
В главной сборной Хорватии Враньеш дебютировал 13 июня 1999 года в матче со сборной Египта (ничья — 2:2). Враньеш был включён в состав сборной на финальный турнир чемпионата мира по футболу 2002 года, на котором провёл 2 матча. Также включался в заявочный лист хорватов на чемпионате мира 2006 года, однако не сыграл ни одной минуты.

## Достижения
- Обладатель Кубка лиги Германии: 2006